# Bushveld-Hufeisennase

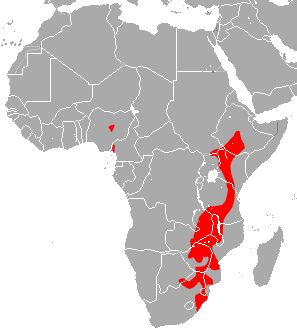
Verbreitungsgebiet der Bushveld-Hufeisennase

Die Bushveld-Hufeisennase (Rhinolophus simulator) ist ein hauptsächlich im östlichen und südöstlichen Afrika verbreitetes Fledertier in der Gattung der Hufeisennasen. Sie zählt zur capensis-Artengruppe die nach der Kap-Hufeisennase benannt ist. Sie ist nach der Trockensavanne Bushveld benannt, die im nordöstlichen Südafrika und südlichen Simbabwe liegt, wo das Typusexemplar gefunden wurde.

## Merkmale
Mit einer Gesamtlänge von 63 bis 85 mm, inklusive eines 19 bis 29 mm langen Schwanzes und mit einem Gewicht von 5 bis 11 g ist die Art eine mittelgroße Hufeisennase. Sie hat 42 bis 49 mm lange Unterarme, eine Flügelspannweite von etwa 290 mm, Hinterfüße von 7 bis 10 mm Länge und 18 bis 23 mm lange Ohren. Mit Ausnahme der Geschlechtsteile gibt es keine Unterschiede zwischen Männchen und Weibchen. Abhängig von der Population kann das weiche Fell der Oberseite dunkelbraun, mittelbraun, grau mit rosa Tönungen oder gelbbraun sein. Die Haare des Fells sind an den Wurzeln hell. Unterseits kommt deutlich helleres bis weißes Fell vor. Berichte über eine orange Farbvariante im östlichen Afrika sollten in weiteren Studien bestätigt werden. Die Bushveld-Hufeisennase hat keine Haarbüschel auf den Schultern. Das Nasenblatt besteht aus einer hufeisenförmigen Grundform und einem dreieckigen blattartigen Aufsatz. Auffällig sind die dunkelbraunen bis schwarzen Flughäute. Die 30 Zähne im Gebiss verteilen sich nach der Zahnformel I 1/2, C 1/1, P 2/3, M 3/3. Unterschiede zu anderen Gattungsmitgliedern in der gleichen Region bestehen in der Unterarmlänge oder in abweichenden Details des Schädels.

## Verbreitung
Das Verbreitungsgebiet reicht vom zentralen Äthiopien über den südlichen Südsudan, Kenia, das östliche Uganda, Tansania, das östliche Sambia, Simbabwe, Malawi, Mosambik und Grenzbereiche von Botswana bis ins östliche Südafrika und Eswatini. Disjunkte Populationen sind aus Nigeria und Kamerun bekannt. Diese Fledermaus lebt im Flach- und Bergland bis 2300 Meter Höhe. Die Bushveld-Hufeisennase hält sich in Savannen, Strauchflächen und anderen Landschaften mit Baumgruppen auf. In Savannen kommen häufig Pflanzen der Gattung Brachystegia vor.

## Lebensweise
Wichtiger als das Habitat ist das Vorhandensein von geeigneten Höhlen. Dort bilden sich Kolonien mit einigen hundert Mitgliedern. In der gleichen Höhle können sich andere Hufeisennasen, die Natal-Langflügelfledermaus oder Macronycteris vittatus (syn. Hipposideros vittatus, früher als Population der Commerson-Rundblattnase gelistet) befinden. Bei kaltem Wetter nimmt diese Hufeisennase einen Starrezustand (Torpor) ein. Zur Beute zählen Nachtfalter, Käfer, fliegende Termiten und Echte Grillen. Die Rufe zur Echoortung sind 24 bis 34 Millisekunden lang. Sie erreichen ihre stärkste Intensität bei 82 bis 86 kHz. In Simbabwe erfolgt auf die Paarung im Juni eine 90 bis 130 Tage lange Trächtigkeit, wonach ein Junges geboren wird. Vermutlich bleibt der männliche Samen zeitweise im weiblichen Geschlechtstrakt vor der Eibefruchtung. Die Nachkommen werden etwa drei Wochen nach Geburt flugfähig. In anderen Regionen gibt es eine leicht abweichende Fortpflanzungszeit.

## Gefährdung
Regional können sich Störungen in den Höhlen und Bergbau negativ auswirken. Auch wenn die Gesamtpopulation abnimmt, so wird sie als groß eingeschätzt. Die IUCN listet die Bushveld-Hufeisennase als nicht gefährdet (least concern).